# Rindern

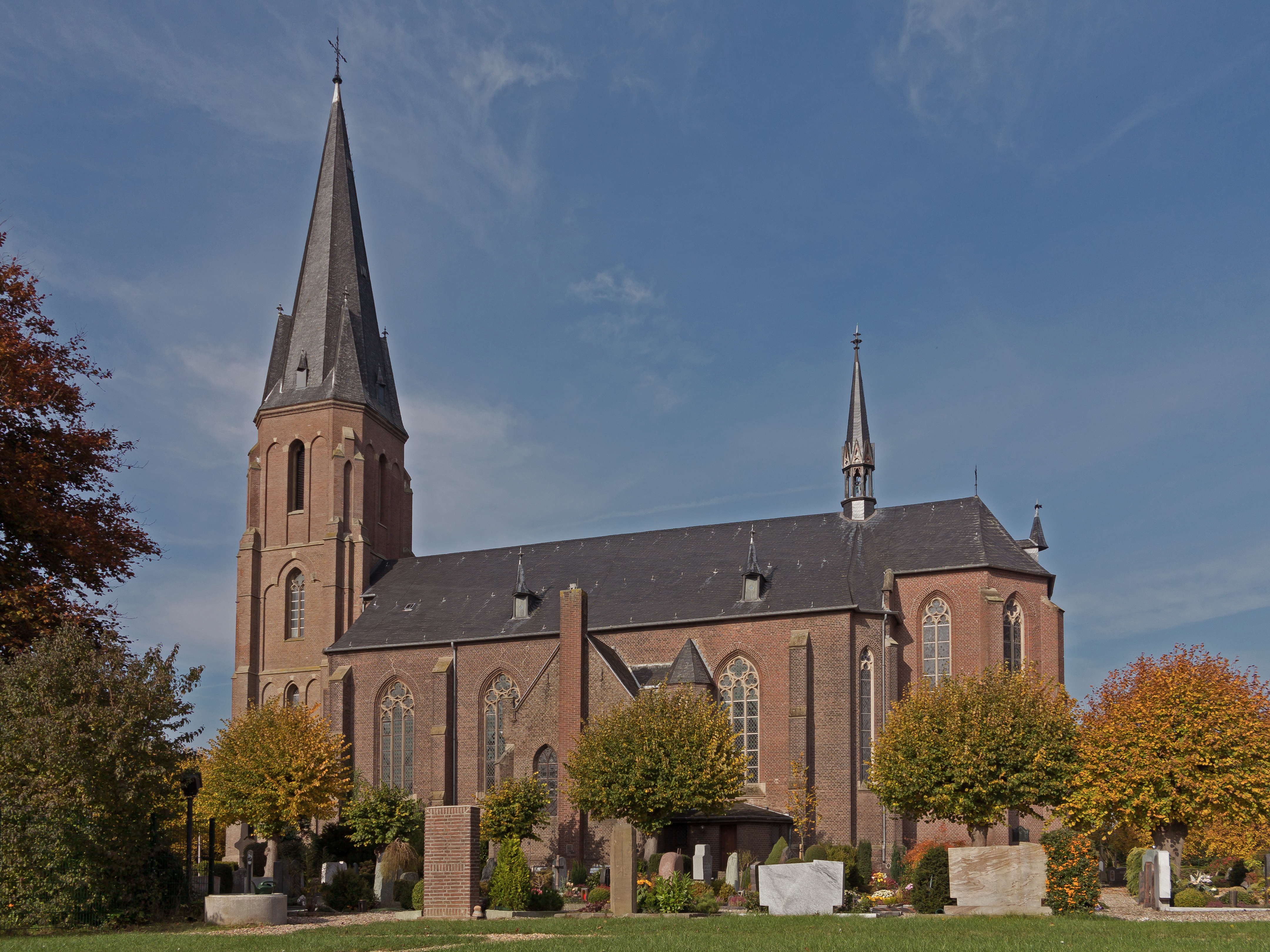
Sint Willibrordkerk

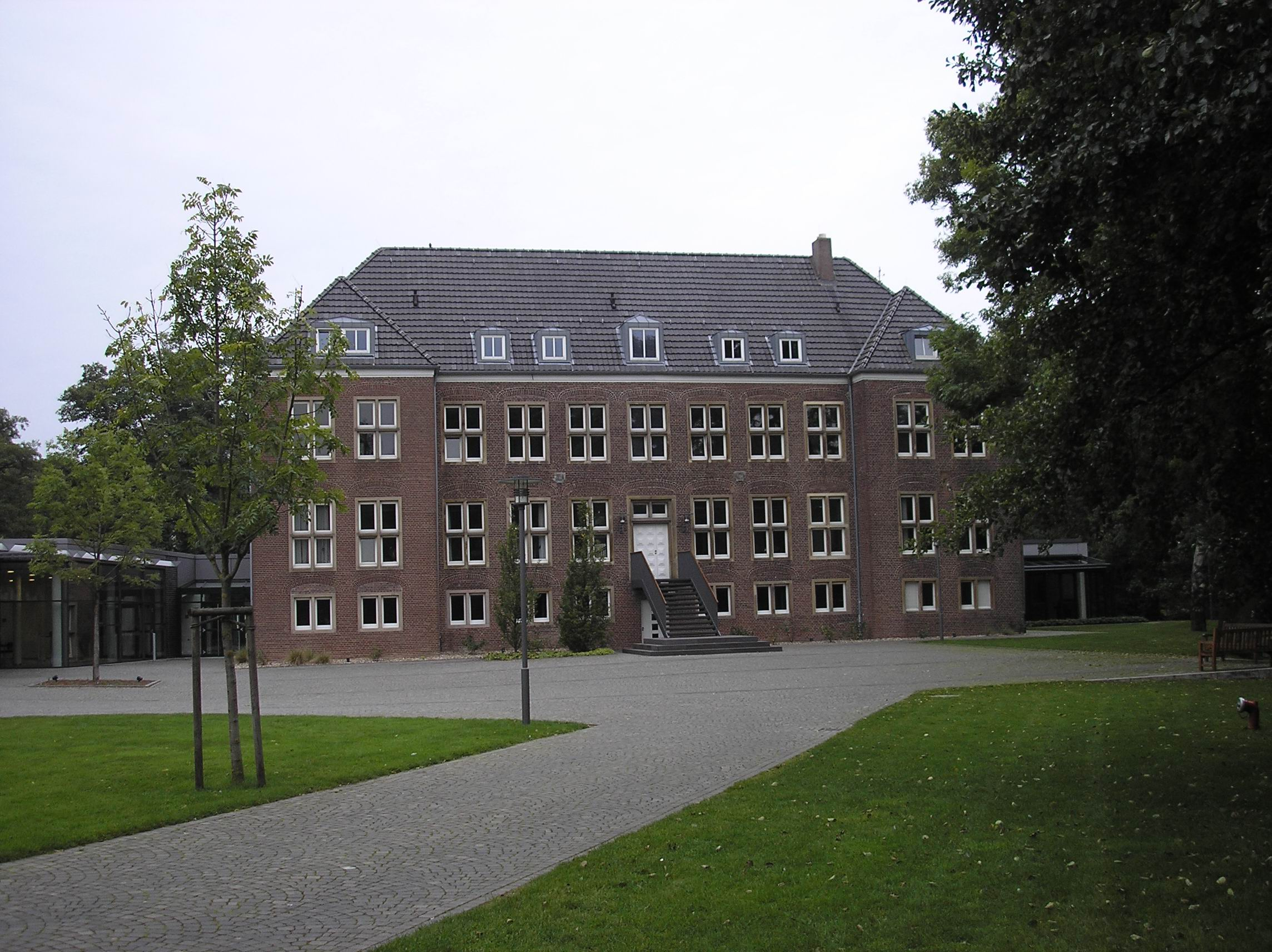
Wasserburg Rindern

Rindern is een plaats in de gemeente Kleef in de Duitse Nederrijnregio. Op 31 december 2015 telde Rindern 2.706 inwoners op een oppervlakte van 6,73 km².

## Geschiedenis
Men neemt aan dat Rindern de plaats is, die rond het jaar 70 n.Chr. in verband met de opstand der Batavieren door de Romeinse geschiedschrijver Tacitus genoemd wordt als Arenacum en op de Peutingerkaart staat aangegeven als Arenatium. Talrijke bodemvondsten uit de Romeinse tijd geven hiertoe aanleiding. Vooral de begraafplaats rond de Sint Willibrordkerk is een rijke vindplaats gebleken.

### Museum Forum Arenacum
De meeste archeologische vondsten zijn naar het Rheinische Landesmuseum in Bonn gebracht en worden daar geconserveerd. Ook het Museum Kurhaus Kleef bezit een paar voorwerpen uit de omgeving van Rindern. Sinds 2002 heeft Rindern echter ook een eigen museum waar voorwerpen van de Kelten, de Franken en de Romeinen tentoongesteld zijn. Het museum heet Museum Forum Arenacum en bevindt zich in de docentenwoning van de Johanna Sebus-basisschool, in onmiddellijke nabijheid van de kerk.

## Bijzondere bouwwerken

### De Sint Willibrordkerk
De kerk werd gebouwd op Romeinse fundamenten uit de eerste eeuw n.Chr. waar zich ook begraafplaatsen van de Franken bevinden uit de tijd rond 550 n.Chr. De in Rindern gevonden offersteen die Mars Camulus-Weihestein genoemd wordt dient tegenwoordig als altaar voor deze kerk. Het graf van Johanna Sebus werd bij een uitbreiding van de kerk in het noordelijke kerkgedeelte geïntegreerd.

### De Wasserburg Rindern
Van meer dan regionale betekenis is de Wasserburg Rindern. Het waterslot werd in 1654 als landhuis gebouwd in de stijl van de Nederlandse barok. In 1666 werd het huis met de landerijen gekocht door de grote keurvorst Frederik Willem I van Brandenburg en door zijn stadhouder Johan Maurits van Nassau-Siegen geïntegreerd in het landschapsplan van de de Kleefse tuinen.
In de Tweede Wereldoorlog werd het slot zwaar beschadigd. Het Bisdom Münster kocht het terrein en liet het gebouw in 1954-55 herbouwen en later uitbreiden. Sinds 1956 is er een katholiek opleidingscentrum gevestigd (Heimvolkshochschule).

## Foto's

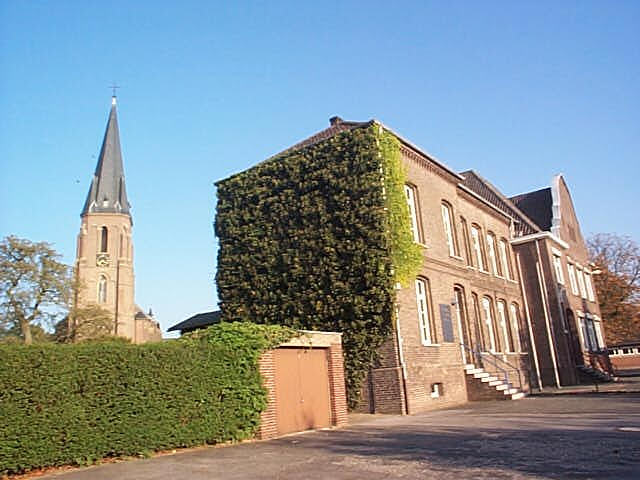
Sint Willibrordkerk en Johanna Sebus basisschool met Forum Arenacum
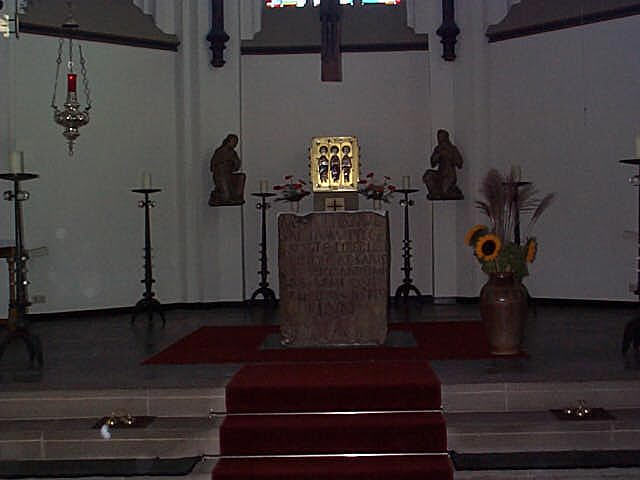
Romeinse Mars Camulus steen uit de tijd van Keizer Nero als altaar van de St. Willibrordkerk
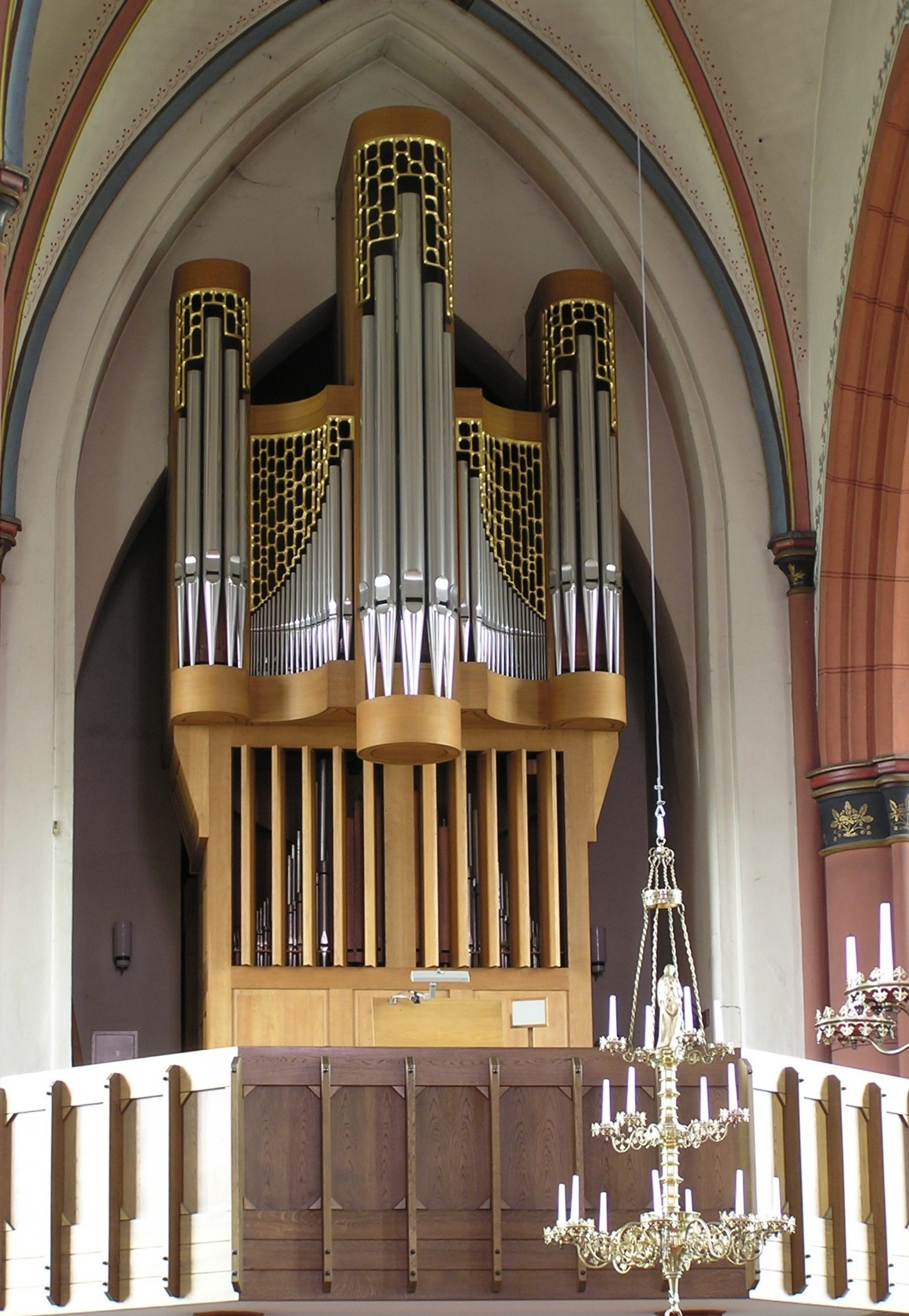
Klais-Orgel in de St. Willibrordkerk